# Řád růže (Bulharsko)
Řád růže (bulharsky: Орден на Розата) bylo státní vyznamenání Bulharské lidové republiky založené roku 1966. Udílen byl výhradně ženám za zásluhy o Bulharsko a za rozvoj přátelství mezi národy. Byl udílen jako diplomatický řád cizinkám.

## Historie a pravidla udílení
Řád byl založen usnesením prezidia Národního shromáždění č. 606 ze dne 4. srpna 1966. Udílen byl výhradně ženám a to pouze cizím státním příslušnicím. Udílen byl za skvělé služby Bulharsku a za posilování míru a přátelství mezi národy. Poprvé byl udělen v roce 1968.
I po pádu komunistického režimu byl řád po roce 1990 zachován a podobně jako další řády určené k vyznamenávání cizinců, bylo v jeho udílení po určitou dobu pokračováno. Po přijetí nového systému dekorací Bulharské republiky v roce 2003 byl řád dne 9. června 2003 zrušen.

## Třídy
Řád byl udílen ve dvou třídách:
- I. třída
- II. třída

## Insignie
Řádový odznak měl podobu červeně smaltovaného oválného medailonu o průměru 40,5 mm. Uprostřed byl umístěn zlatý reliéf v podobě květu růže s částí stonku. Medailon byl po stranách lemován paprsky o různé délce, které byly v případě I. třídy zlaté a v případě II. třídy stříbrné.

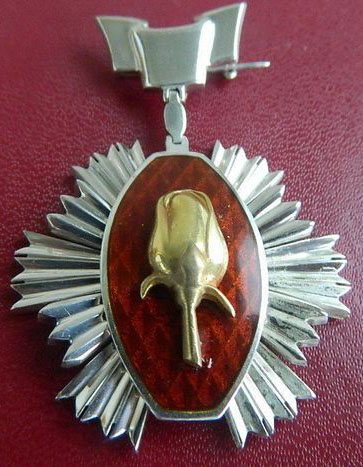
Řád II. třídy, přední strana